# Акенгбуда
Акенгбуда (д/н — 1804) — великий оба (володар) держави Едо в 1750—1804 роках.

## Життєпис
Син великого оби Ересоєна. Після смерті батька 1750 року посів трон. На той час був досить молодим, чим скористалися залежні володарі, що знову стали незалежними. Також знать відновила свою потугу. В результаті 1758 року голландці ліквідували свою факторі в порту Угодон.
Лише з 1760-х років Акенгбуда розпочав політику з відновлення потуги великого оби. Діяв дипломатичними та військовими заходами, підпорядкував Емокпаоґбе, агбогібі (правителя) Уго, огісі («князівства») Оборо-Уку, Обакіна, Іґбізамете та Імаран. Згодом спровокував заколот Емокпаогбе, якого було переможено та змушено до самогубство. Його володіння було приєднано до держави.
1774 року оголосив старшого сина Осіфа спадкоємцем трону (едайкеном), відновивши стародавній закон. Невдовзі провів урочисту церемонію коронації останнього. В результаті відбувся перший випадок в історії Бенінського царства, коли був великий оба та його син-співволодар. Це напевне було зроблено для уникнення негативної практики поборювання синів після смерті правителя.
Активно продовжував дипломатичні та торгівельні відносини з голландцями, французами і британцями. У 1778 і 1787 роках приймав французьке посольство на чолі з капітаном Жан Ландольфе.
Після закріплення при владі в Ойо алаафіна Абіодуна у 1774 році почав активну зовнішню політику. Внаслідок цього зумів відновити зверхність над держави Ову та Ібеджу. Також посилив контроль над обою Лагсоу, який вимушений був збільшити розмір данини.
До кінця правління вдалося загалом відновити потугу держави. але 1800 року вимушений був визнати незалежність держави Варрі на півдні, якій допомагали британці. Помер 1804 року. Йому спадкував син Обаноса.